# Нур Татар
Нур Татар  (тур. Nur Tatar, 16 серпня 1992) — турецька тхеквондистка, олімпійська медалістка, чемпіонка Європи.

## Виступи на Олімпіадах
| Олімпіада   | Вагова категорія | Місце |
| ----------- | ---------------- | ----- |
| Лондон 2012 | до 67 кг         | 2     |
| Ріо 2016    | до 67 кг         | 3     |